# 剑鲻属
剑鲻属，為輻鰭魚綱鯔形目鯔科的其中一属。

## 下属物种
- 孟加拉劍鯔（Sicamugil cascasia）
- 劍鯔（Sicamugil hamiltonii）

## 擴展閱讀
維基物種上的相關：剑鲻属